# Paganini Horror

Paganini horror est un film d'horreur italien de Luigi Cozzi, sorti en 1989. 
Ce film a suscité quantités de critiques négatives, il fut cependant diffusé à la télévision et connut un succès commercial pour sa sortie en vidéo. Selon le réalisateur ce succès a résulté des acteurs jouant les rôles principaux Daria Nicolodi et Donald Pleasence. Ce film n'est pas recommandé au moins de 16 ans. 

## Synopsis
Un groupe de pop composé de jeunes femmes décide de tourner un clip video dans la maison où le célèbre compositeur Paganini a vendu son âme au diable après avoir sacrifié sa fiancée. La musique achetée par le manager du groupe à un individu suspect s'avère être une création inédite du compositeur Paganini. Lors de la répétition, les sons éveillent le diable et le fantôme du compositeur.

## Réalisation
À l'origine, le film devait être tourné en Colombie. Par la suite, le scenario a été transféré d'une personne à l'autre pour être enfin placé sous la responsabilité du producteur Fabrizio De Angelis. Ce dernier décida d'en réduire le budget pendant le tournage. Cozzi fut donc également obligé de couper quelques scènes, ce qui selon lui « tuait » le résultat final. Ce budget réduit ne permit pas non plus au réalisateur d'utiliser les effets spéciaux imaginés à l'origine. 
Le scénariste officiel du film était Daria Nicolodi. Son nom n'apparut cependant pas à l'écran comme tel et fut remplacé par l'association de Cozzi et Nicolodi.

## Fiche technique
- Titre : Paganini horror
- Réalisateur : Luigi Cozzi
- Scénaristes : Luigi Cozzi, Raimondo Del Balzo et Daria Nicolodi
- Producteur : Fabrizio De Angelis
- Musique originale : Vince Tempera
- Image : Franco Lecca
- Montage : Sergio Montanari
- Création des décors : Marina Pinzuti Ansolini
- Direction artistique : Marina Pinzuti Anzolini
- Création des costumes : Donatella Cazzola
- Directeur de production : Giorgio Padoan (superviseur de production) et Gian Maria Vismara Currò (manager production)
- Assistant réalisateur : Marilena Cavola
- Son : Mauro Lazzaro
- Effets spéciaux : Polo Ricci
- Photographe : Antonio Benetti
- Société de production : Fulvia Film
- Pays :  Italie
- Date de sortie : 6 juin 1989  Italie
- Interdit aux moins de 16 ans

## Distribution
- Daria Nicolodi : Sylvia Hackett
- Jasmine Maimone : Kate
- Pascal Persiano : Daniel
- Maria Cristina Mastrangeli : Lavinia
- Michel Klippstein : Elena
- Pietro Genuardi : Mark Singer
- Luana Ravegnini : Rita
- Roberto Giannini :
- Giada Cozzi : Sylvia enfant
- Elena Pompei : la mère de Sylvia
- Perla Costantini :
- Donald Pleasence : Mr. Pickett

## Critique
Luigi Cozzi tenait à souligner que le film n'aurait pas du être rattaché au  genre horreur mais était une évocation du changement des temps et pas seulement une œuvre métaphysique étrange. Il reconnut qu'à ce titre la première erreur du film portait sur son titre.

## Divers
Un des auteurs du scénario est la célèbre actrice Daria Nicolodi, première femme du réalisateur Dario Argento.